# Vrbina tečkovaná
Vrbina tečkovaná (Lysimachia punctata) je až 60 cm vysoká vytrvalá žlutě kvetoucí bylina, jeden z mnoha druhů bohatého rodu vrbina.

## Rozšíření
Běžně roste v jižní části Střední Evropy, okolo Středomoří a na Balkáně, v Rusku až po Ural, na území Turecka a v okolí Kavkazu. Zavlečena je i do Severní Ameriky.
V České republice je původním druhem pouze na jihovýchodní Moravě, na ostatním území státu roste jako zplanělá okrasná rostlina. Oproti běžným areálům, kde se vyskytuje nejčastěji ve vlhčích lužních lesích, vlhkých loukách i v křovinách na březích vodních toků nebo nádrží, se v ČR objevuje obvykle na sušších místech jako jsou okraje luk a lesů, světlé paseky, okraje křovin, podél cest a na rumištích, a to od nížin přes pahorkatiny až do podhůří.
Podle "Florabase.cz" se vrbina tečkovaná v ČR vyskytuje:

## Popis
Vytrvalá trsnatá rostlina se čtyřhrannou, žláznatými chlupy porostlou přímou lodyhou dorůstající do výše 60 cm. Ze štíhlých oddenků vyrůstající lodyha je porostlá kopinatými listy rostoucími vstřícně nebo v 3 až 5četných přeslenech. Listy mívají řapík dlouhý 5 až 12 mm, jejich vejčitě kopinaté celokrajné čepele s ostrým vrcholem dosahující délky 6 až 7 cm a šířky 2,5 až 3,5 cm mají po okrajích oranžové tečky a jsou zpeřeně žilnaté.
Pětičetné oboupohlavné květy s dlouhými stopkami vyrůstající v úžlabí přeslenovitých listů seřazených nad sebou vytvářejí květenství hrozen. Kališní lístky 5 až 8 mm dlouhé jsou úzce trojúhelníkovité s drobnými žláznatými chlupy. Citrónově žlutá nebo zlatožlutá nálevkovitě zvonkovitá koruna s krátkou trubkou je dlouhá 12 až 20 mm a má zašpičatělé lístky po okrajích žláznatě chlupaté a temnožlutě kropenaté, spodní ústí trubky bývá zbarveno červenohnědě. Pět tyčinek (kratších než koruna) s tečkovanými nitkami do poloviny srostlými kryje semeník posetý žlutočervenými tečkami. Vykvétá v červnu až červenci. Plody jsou vypouklé pětidílné červeně tečkované tobolky o velikosti 4 až 5,5 mm, které se otvírají pěti chlopněmi.

## Použití
Vrbiny tečkované se často, mimo míst svého původního výskytu, vysazují jako na péči nenáročné ozdobné trvalky ve větších zahradách a parcích, odkud se pak nezřídka dostávají do volné přírody a tam se nekontrolovaně šíří. Roste na světlých místech, ale snese i polostín, má raději přiměřeně vlhkou půdu, ale snese i stanoviště bez zálivky. Je to efektní trvalka ve volně rostoucích skupinách nepravidelných zahradních úprav a trvalkových záhonech. Doporučená je příjemně kontrastně ladící kombinace se zvonkem klubkatým (Campanula glomerata), který kvete fialově ve stejnou dobu a má podobný habitus jako vrbina tečkovaná. Je vhodná ke zplanění ve venkovské zahradě.

## Pěstování

### Nároky
Při pěstování v mírném pásmu roste na slunci i v polostínu. Nejlépe jí vyhovuje propustná, humózní půda, dobře zásobená vodou a živinami; vcelku se jedná o nenáročnou rostlinu.

### Rozmnožování
Rostlina se rozmnožuje do větších vzdáleností semeny a po okolí snadno podzemními výběžky, v zahradnické praxi se množí dělením trsů.

## Ohrožení
Vrbina tečkovaná je "Černým a červeným seznamem cévnatých rostlin České republiky" z roku 2000 zařazena mezi silně ohrožené druhy (C2-EN).

## Galerie

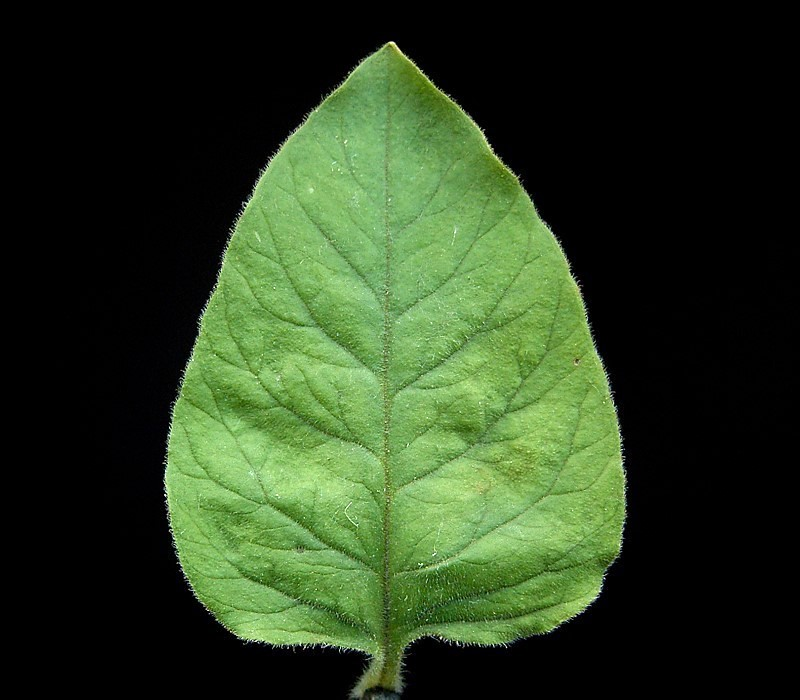
List
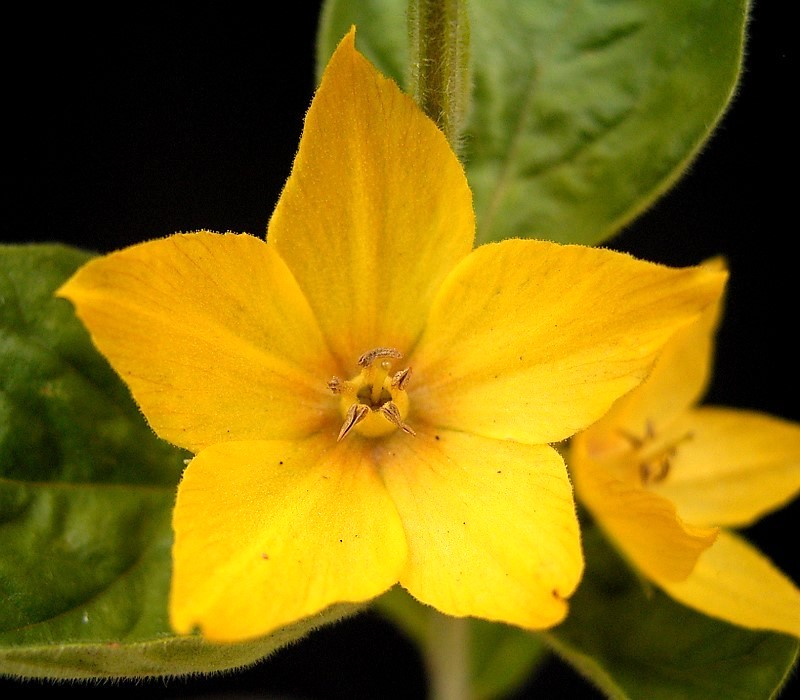
Květ
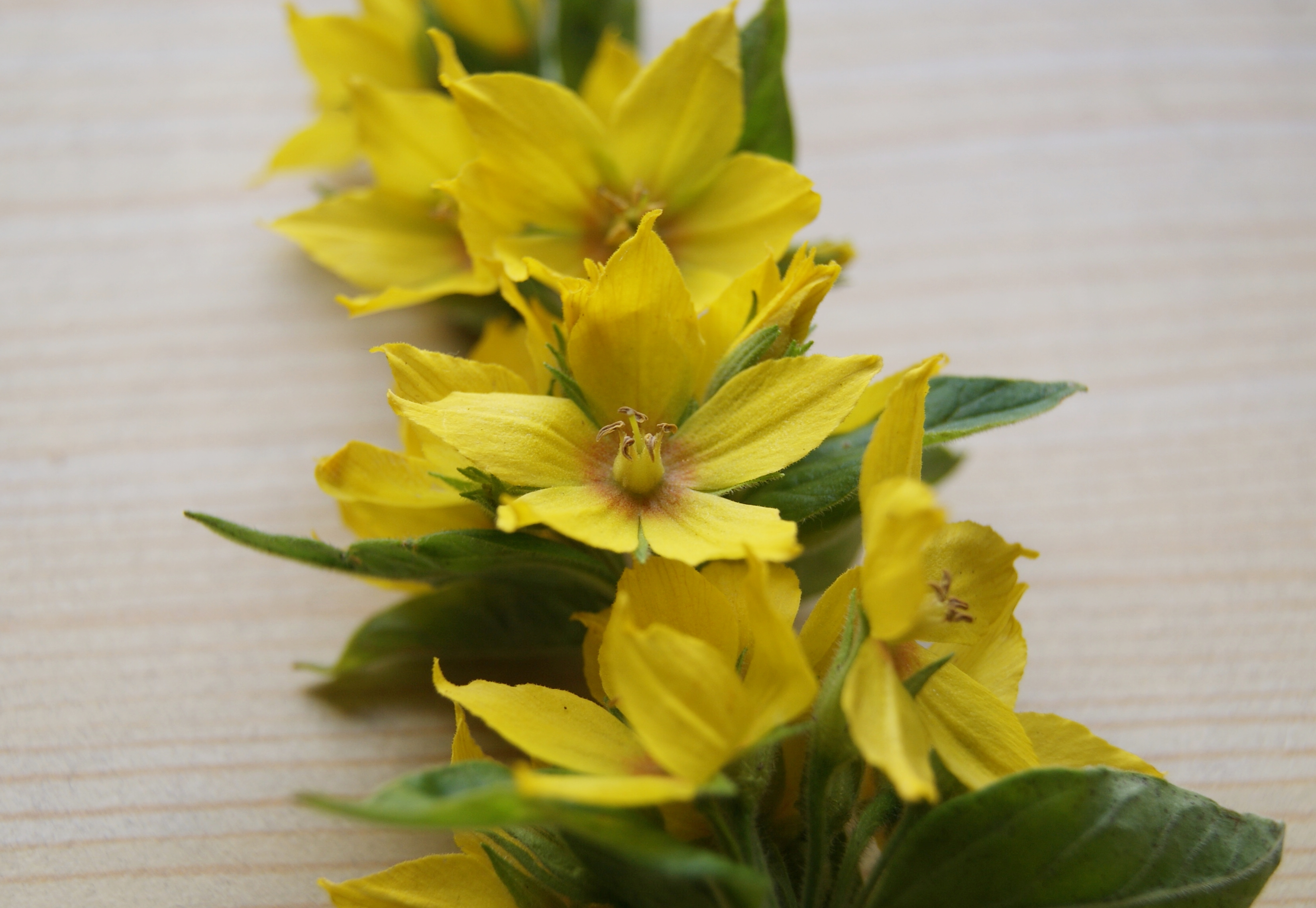
Hrozen květů
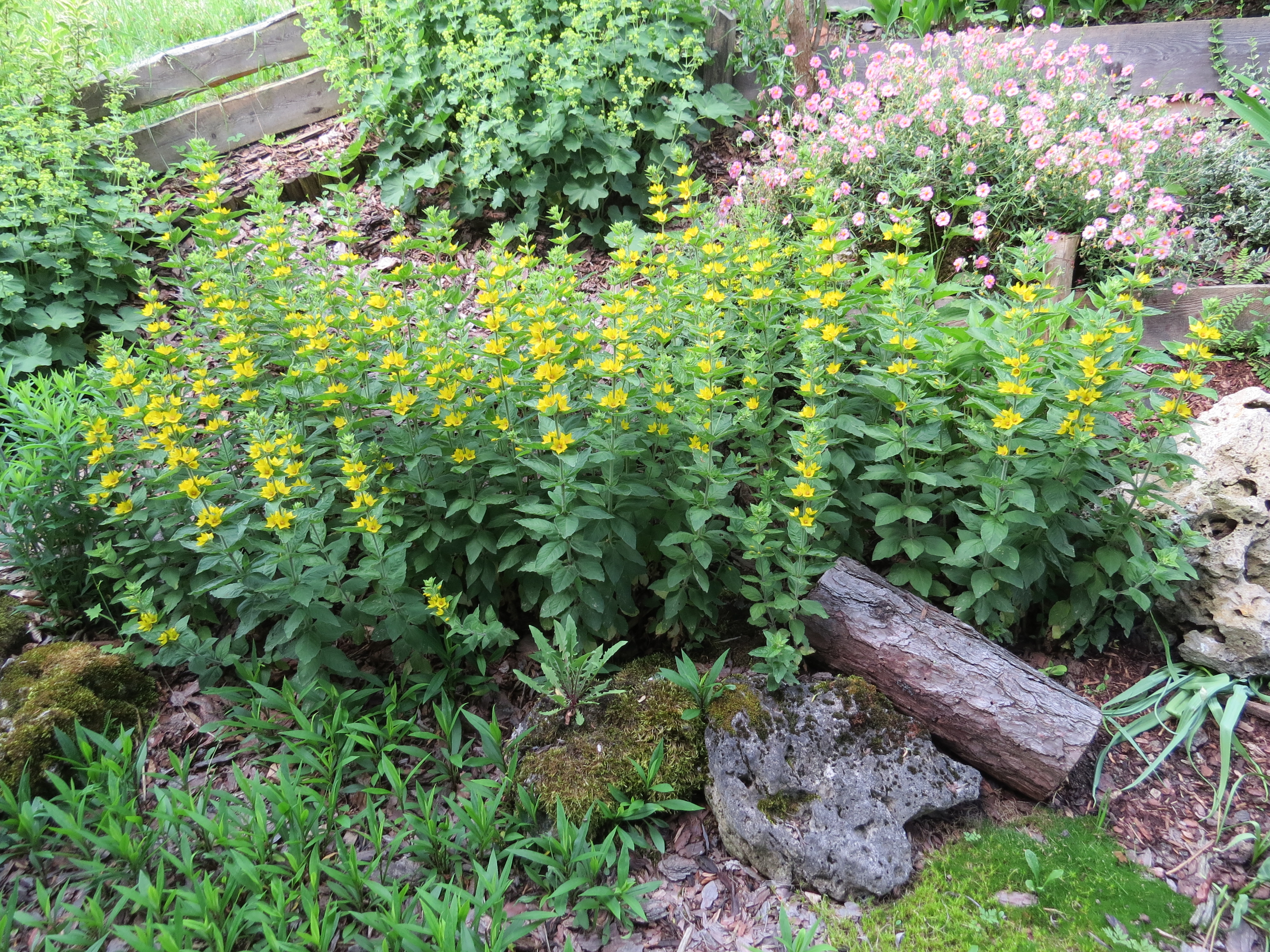
Zahradní rostlina